# Confederación de Federaciones Deportivas Españolas
La Confederación de Federaciones Deportivas Españolas (Cofede o CFDE) es una asociación de ámbito nacional, que agrupa a todas las federaciones deportivas olímpicas españolas del Comité Olímpico Español (COE).